# Estación de Aobadai
 Aobadai ( 青葉台駅 Aobadai-eki?) es una estación de ferrocarril propiedad de la compañía Tokyu. Forma parte de la Línea Den-en-toshi. Se localiza en Yokohama, Kanagawa. Su código alafanumérico es DT20.

## La estación
Se trata de una estación con dos andenes laterales que dan servicio a dos vías.

## Servicios ferroviarios
Es parada de los trenes de los servicios exprés y semiexprés.
| procedencia/destino    | < estación | Línea | estación > | destino/procedencia                 |
| ---------------------- | ---------- | ----- | ---------- | ----------------------------------- |
| Nagatsuta・Chuo-rinkan | Tana       |       | Fujigaoka  | Shibuya・Oshiage(Skytree)・Kasukabe |